# 이르베 해협

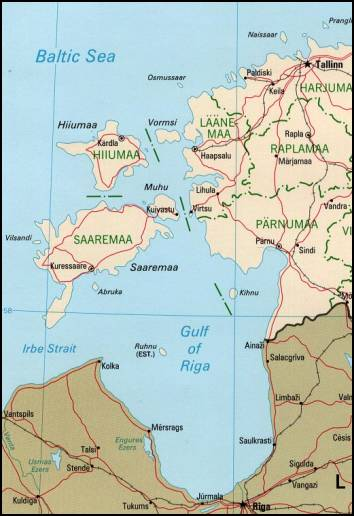
리가만. 이르베 해협은 왼쪽에 있다

이르베 해협(에스토니아어: Kura kurk, 라트비아어: Irbes šaurums, 리보니아어: Sūr mer)은 리가만과 발트해가 연결되는 가장 넓은 수로이다. 해협의 이름은 라트비아에 있는 이르베강과 강 유역에 있는 리엘이르베(Lielirbe)에서 따 왔다. 에스토니아 사레마섬 남부에 있는 서르베반도 남단과 라트비아 쿠르제메반도 북단을 경계로 한다. 해협의 가장 좁은 지점의 폭은 27km이다.
해협의 깊이는 10~20m 정도로, 쿠르제메반도 주변으로는 대형 선박이 지나다닐 수 있도록 준설되었다.